# Escuela de Organización Industrial
La Escuela de Organización Industrial (EOI) es una institución pública de España vinculada al Ministerio de Industria, Comercio y Turismo (anteriormente al Ministerio de Industria, Energía y Turismo), conocida por ser la primera escuela de negocios de España (y una de las primeras de Europa). La escuela es conocida por sus programas de administración de empresas y sostenibilidad energética y medioambiental, definiendo el conjunto de los programas impartidos como «enseñanzas de liderazgo en la gestión empresarial».
Desde su fundación en 1955 hasta 2016 han pasado por la escuela más de 84 500 alumnos, impartiendo anualmente más de 80 000 horas lectivas a una media de 4300 alumnos a través de un claustro de más de 1100 profesores y varios centenares de empresarios. A lo largo de las décadas, la escuela ha sido protagonista de algunos hitos importantes en la formación empresarial en España. Entre otros, fue pionera en utilizar los Fondos Estructurales de la Unión Europea para la formación empresarial, implantar metodologías de aprendizaje en línea en los programas máster, y certificar su sistema de gestión medioambiental.
La EOI fue encargada del desarrollo de la estrategia Industria Conectada 4.0 de la Secretaría General de Industria y de la PYME del Ministerio de Industria, Comercio y Turismo.
La institución tiene sedes en Madrid —en el campus de la Universidad Complutense—, en Sevilla (EOI Andalucía) y en Elche (EOI Mediterráneo), y cuenta con un modelo de internacionalización en la red enfocado a América Latina.
En 2013, la EOI se adhirió al Pacto Mundial de las Naciones Unidas.
Siendo regida por el Ministerio de Industria, el secretario general y el director general de Industria y de la PYME en dicho ministerio son los máximos responsables del instituto (presidente y vicepresidente respectivamente).

## Misión y objetivos
La EOI tiene como misión principal la formación de ejecutivos, tanto para la empresa privada como para la administración, en principio mediante la impartición de programas educativos, siendo en la actualidad muchos de ellos programas universitarios (como las carreras de máster). Fundada durante en franquismo, los objetivos y metodología de la escuela se han ido diversificando y ajustando a los tiempos, teniendo en la actualidad un enfoque mucho más global y sostenible.
El modelo educativo de la EOI se fundamenta en un enfoque eminentemente práctico y una intensa y directa relación entre alumnos y profesores, con una metodología learning by doing (aprendizaje mediante la acción) que fomenta la participación y colaboración de todos los implicados. Con el objetivo de vincular sostenibilidad, nuevas tecnologías, emprendimiento, globalización y compromiso social, la escuela ofrece programas educativos para jóvenes emprendedores y másteres ejecutivos para profesionales, como también programas varios en las áreas de la administración de empresas, tecnología, innovación, medio ambiente y comunicaciones. La escuela sirve como fuente de reclutamiento para muchas empresas en el mercado español y latinoamericano.

## Colaboraciones
La EOI cuenta con cientos de entidades con las que tiene suscrito un convenio de colaboración, tanto en el plano nacional como el internacional, consideradas por la institución socios estratégicos. Entre ellas se encuentran organismos de la administración pública, tanto de ámbito estatal como regional y local, así como empresas, asociaciones e instituciones de formación.
En 2016, la EOI firmó un convenio de colaboración con y la Asociación de Ingenieros Aeronáuticos de España (AIAE) con el fin de impulsar la formación, habilidades, y capacidad empresarial de los profesionales de la industria aeroespacial en Andalucía mediante programas específicos de máster en Administración de Empresas y cursos en dirección de proyectos, análisis de negocios y macrodatos (big data).

## Publicaciones
- EOI, 50 años de vanguardia
- El gran viaje: 60 años de la Industria, Energía y Turismo en España

## En la prensa
- TVE: Spot de siete programas sobre la EOI
- Artículo, Diario de Alicante
- Artículo, Cinco Días

## Enlaces
- Web del instituto